# Кім Чемберс
Кі́мберлі Че́мберс (англ. Kimberly Chambers, нар. 11 січня 1974 року, Фулертон, Каліфорнія, США) — американська порноакторка.

## Кар'єра
Її дебют у порноіндустрії відбувся в 1993 році у віці близько 19 років. Загалом Чемберс знялась в більш ніж 200 фільмах як акторка, а також виступила в ролі режисера у 3 фільмах.
У 1998 році вона вийшла заміж за порноактора Скотта Стайлса з яким прожила 6 років. У 2002 році вона разом зі своїм екс-чоловіком і актором Роном Джеремі знялась в рекламному ролику ExtenZe.

## Премії і номінації
- 1995 XRCO Award — Best Anal Sex Scene — Butt Banged Bicycle Babes[3]
- 2002 AVN Award — Best Solo Sex Scene — Edge Play[4]